# BD-22°5866

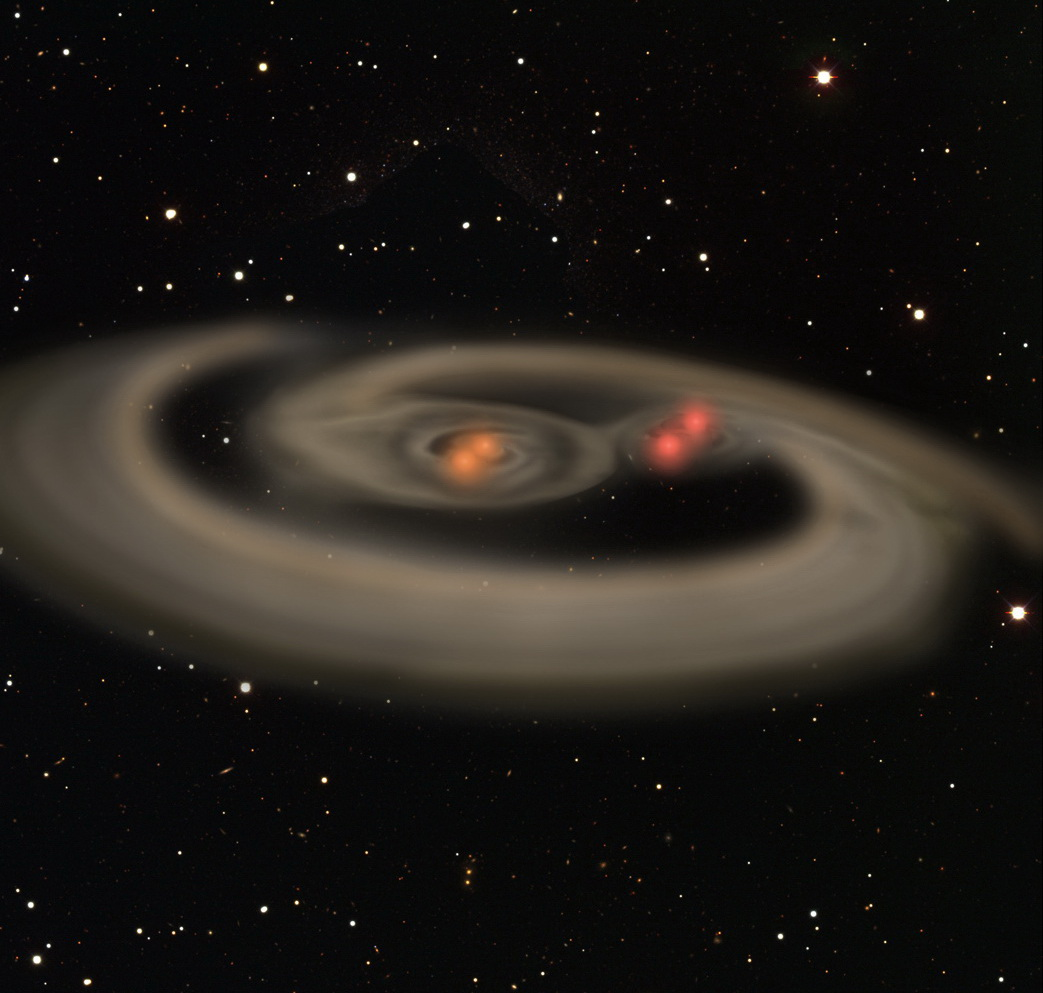
Художнє представлення зоряної системи BD-22°5866

BD−22º5866 — кратна зоряна система з чотирма компонентами в сузір'ї Водолія. Віддалена від Землі на близько 166 світлових років (51 парсек). Раніше передбачали, що це подвійна система, але дослідження у 2008 році показали, що насправді це дві пари зір, які обертаються одна навколо іншої:
- одна пара зі швидкістю 133 км/с, роблячи повний оберт за 5 діб,
- інша — зі швидкістю 52 км/с та з повним обертом за 55 діб.

У першій парі відстань між компонентами становить 0,06 а. о.; в іншій — 0,26 а. о. Період обертання однієї пари навколо іншої становить 9 років.
Системи, подібні цій, зустрічаються надзвичайно рідко.

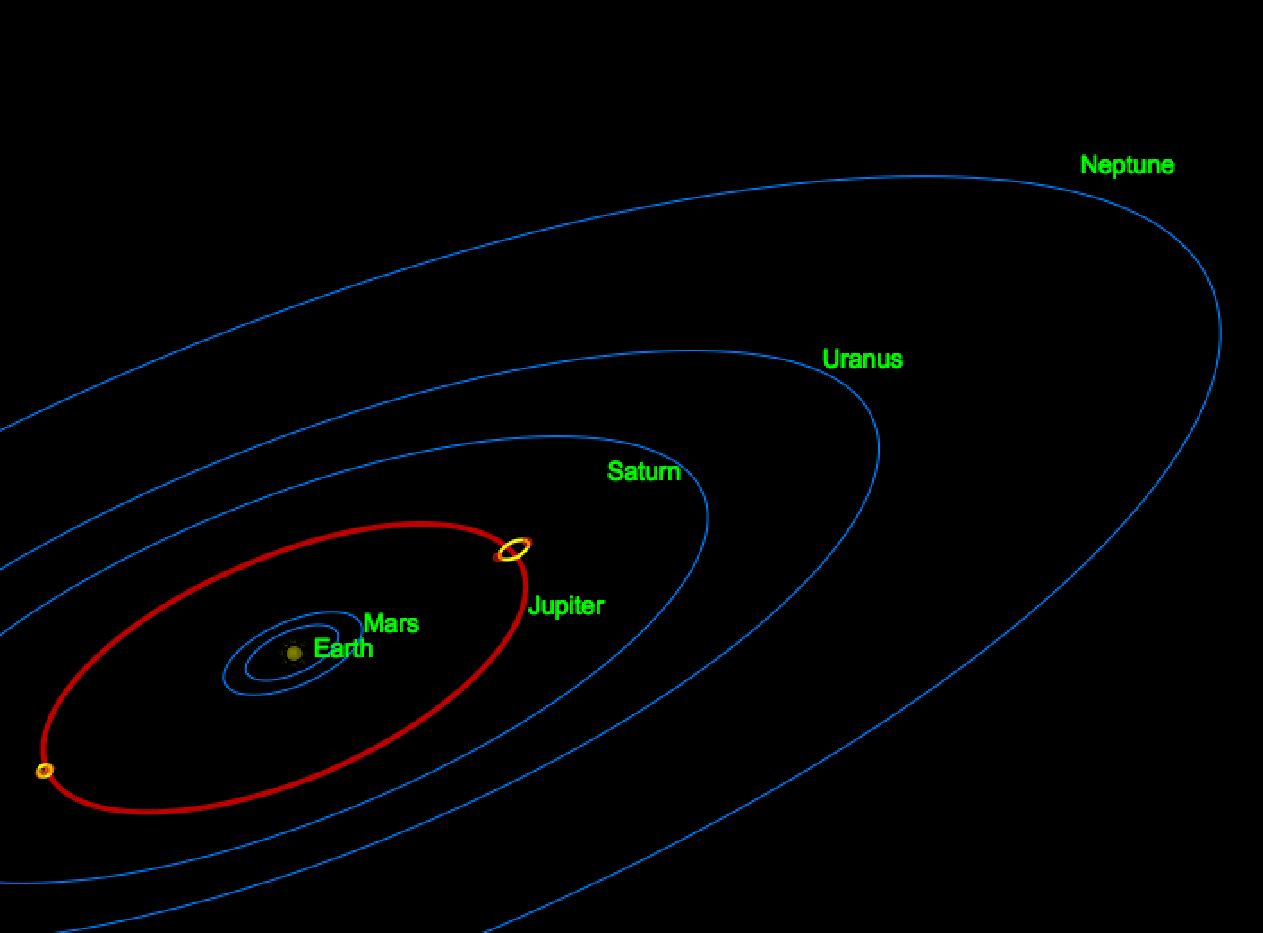
Схематичне зображення зоряної системи
BD-22°5866 у порівнянні з орбітами
планет Сонячної системи.